# Листопад (фенологія)

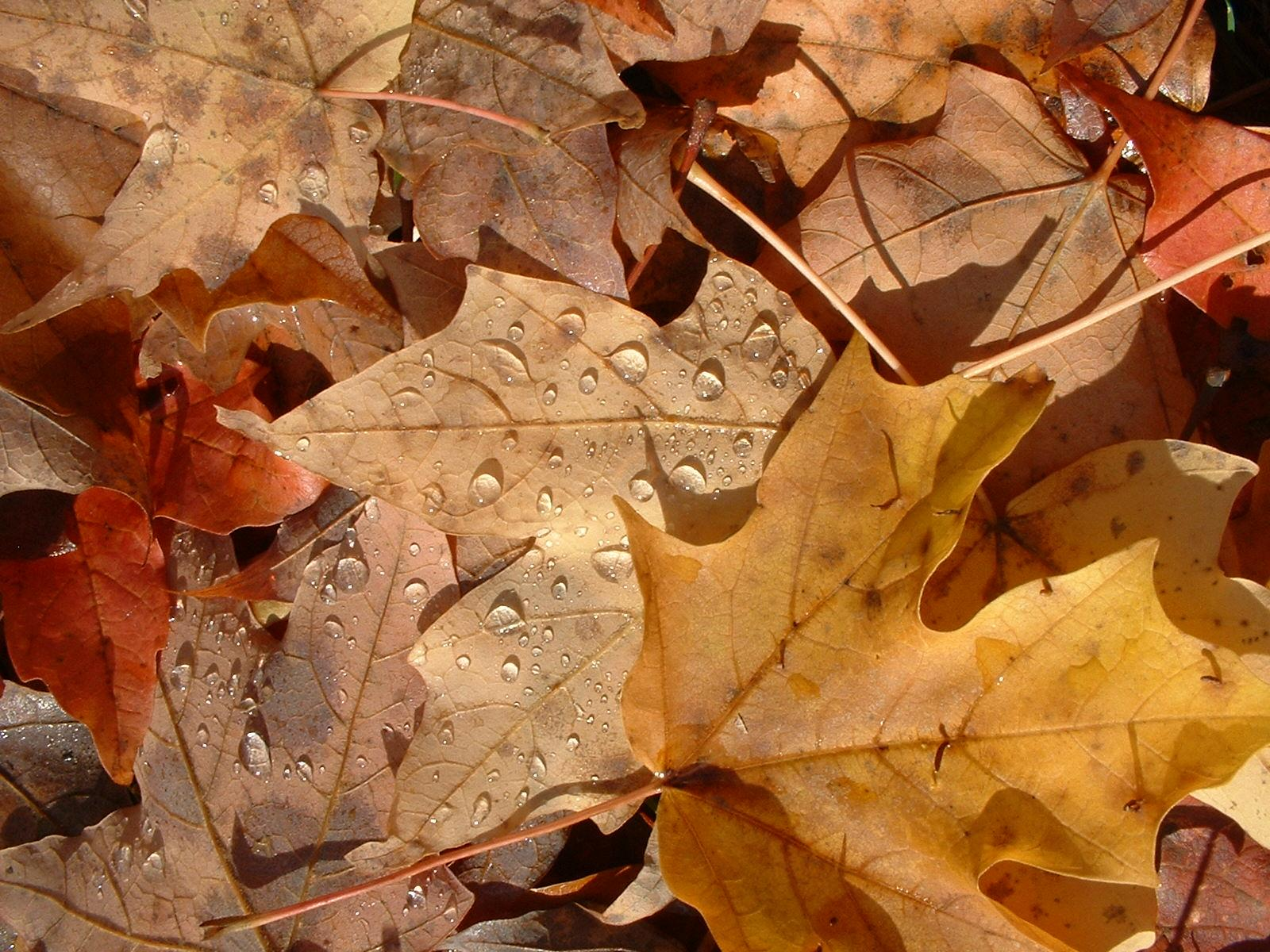
Пожовкле листя

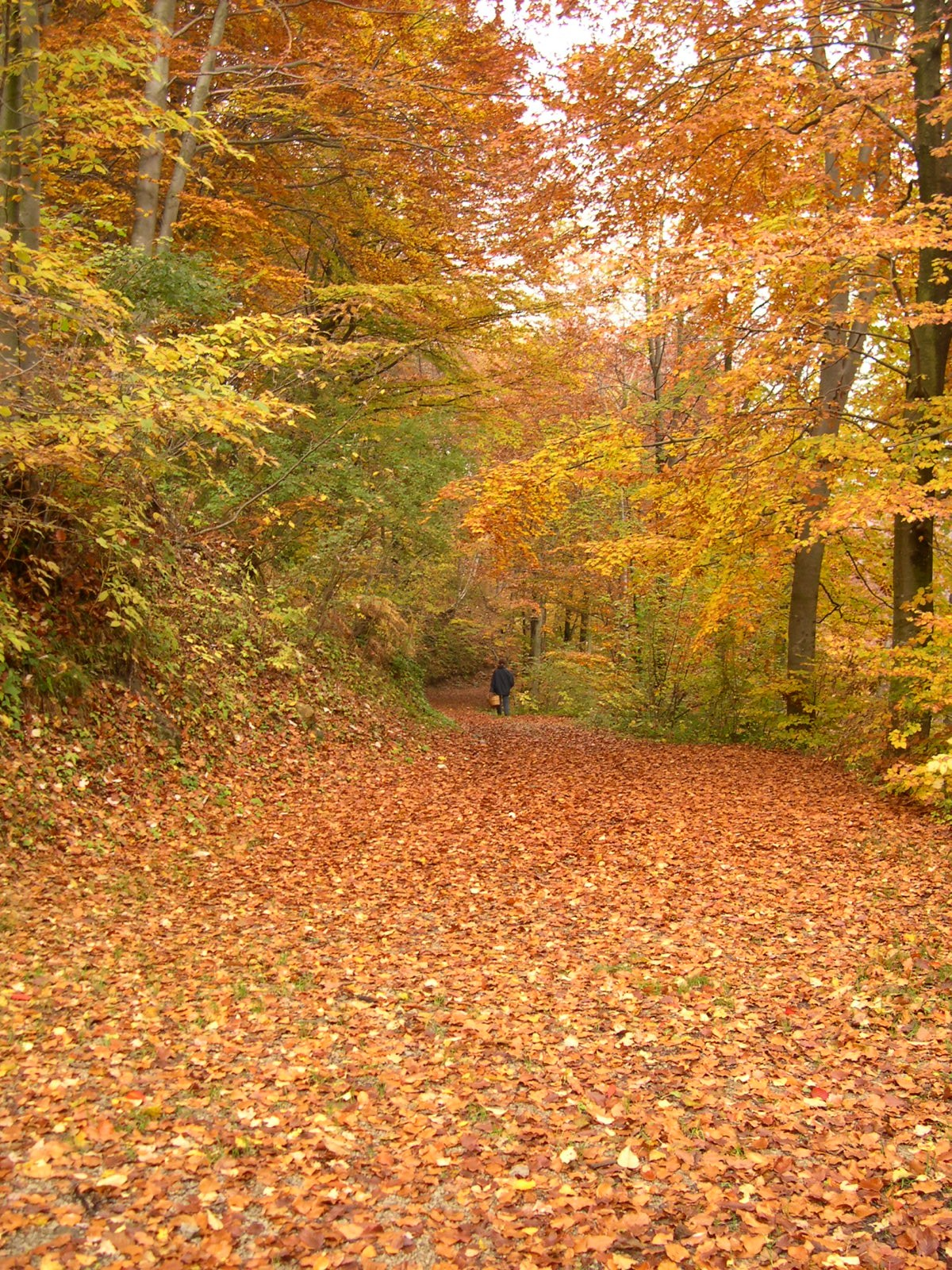
Листопад

Листопа́д — природне явище спадання листків у рослин.
Листки опадають масово в певні періоди, або поступово протягом тривалого проміжку часу. В основі листопаду здебільшого лежать вікові фізіологічні зміни в листках. Масовий листопад — корисне пристосування до переживання періодів з несприятливими умовами існування. У рослин помірних зон листопад відбувається восени, у більшості рослин жаркого клімату — з настанням посушливого періоду.
Перед листопадом в листковій пластинці послаблюється асиміляція і посилюється дисиміляція; біля її основи утворюється віддільний шар з паренхімних клітин, які легко роз'єднуються. Місце прикріплення листка до пагона вкривається захисним шаром корку. Під впливом ваги листка, атмосферних опадів і поривів вітру, зв'язаний з листком судинно-волокнистий пучок розривається, і листок відпадає. Іноді у відмираючих листків віддільний шар клітин не встигає утворитися, і вони залишаються протягом тривалого часу на рослині. 